# Distretto di Pingshan (Benxi)
Il distretto di Pingshan (平山区S, Pingshan QūP) è un distretto della Cina, situato nella provincia di Liaoning e amministrato dalla prefettura di Benxi.